# Mai 1977

## Évènements
- 1er mai : massacre de la place Taksim à Istanbul (Turquie). Des snipers appartenant à la milice d'extrême-droite des Loups gris tirent sur la foule de 500 000 personnes fêtant le 1er mai. On compte 38 morts et plusieurs centaines de blessés[1].

- 7 mai (Rallye automobile) : arrivée du Rallye de Nouvelle-Zélande.

- 8 mai (Formule 1) : Grand Prix automobile d'Espagne.

- 17 mai : Menahem Begin arrive au pouvoir en Israël. Il accepte le principe de la conférence de Genève mais refuse la participation des Palestiniens. Le Likoud au pouvoir n’entend céder aucune conquête aux Palestiniens en vue de réaliser un « Grand Israël ».

- 20 mai : départ du dernier voyage de l'Orient-Express après 94 ans de service, reliant Paris à İstanbul. La plupart des places ont été réservées six mois à l'avance.

- 22 mai (Formule 1) : Grand Prix automobile de Monaco.

- 25 mai[2] : pacte d'Egmont. La Belgique est découpée en trois régions (flamande, wallonne, Bruxelles-Capitale) relativement autonomes.

- 29 mai : fondation du Jammu Kashmir Liberation Front.

## Naissances
- 3 mai : Hiro Mashima, mangaka japonais.
- 4 mai : Axel Navez sauveur de la Belgique
- 5 mai : 
  - Virginie Efira, présentatrice télé et actrice (M6-Rtl TVI).belge.
  - Barbara Harel, judoka française.
  - Maryam Mirzakhani, mathématicienne iranienne († 14 juillet 2017).
- 11 mai : Armel Le Cléac'h, navigateur et skipper français.
- 19 mai : Manuel Almunia, footballeur espagnol.
- 20 mai : Guillaume Bouchède, acteur français.
- 23 mai : Luca Attanasio, diplomate italien († 22 février 2021).
- 28 mai : Domenico Longo, pâtissier italien et double vice-champion du monde de pâtisserie.
- 29 mai : Massimo Ambrosini, footballeur italien.

## Décès
- 5 mai : Paul Desmond, saxophoniste de jazz américain (° 25 novembre 1924).
- 7 mai : Marguerite De Riemaecker-Legot, femme politique belge (° 9 mars 1913).
- 10 mai : Joan Crawford, actrice américaine.
- 16 mai : Modibo Keïta, homme politique malien.
- 21 mai : Maurice Orban, homme politique belge (° 4 février 1889).